# Anché (Vienne)
Anché ist eine französische Gemeinde mit 329 Einwohnern (Stand: 1. Januar 2022) im Arrondissement Montmorillon, im Département Vienne in der Region Nouvelle-Aquitaine (vor 2016: Poitou-Charentes); sie ist Teil des Kantons Lusignan (bis 2015: Kanton Couhé). Die Einwohner werden Anchéens genannt.

## Geographie
Anché liegt etwa 26 Kilometer südsüdwestlich von Poitiers am Clain. An der westlichen Gemeindegrenze mündet die Bouleure in die Dive und diese unmittelbar danach in den Clain. Umgeben wird Anché von den Nachbargemeinden Vivonne im Norden, Marnay im Nordosten, Champagné-Saint-Hilaire im Osten und Südosten, Ceaux-en-Couhé im Süden und Südwesten, Payré im Westen sowie Voulon im Nordwesten.

## Bevölkerungsentwicklung
| Jahr                      | 1962 | 1968 | 1975 | 1982 | 1990 | 1999 | 2006 | 2013 |
| ------------------------- | ---- | ---- | ---- | ---- | ---- | ---- | ---- | ---- |
| Einwohner                 | 414  | 341  | 255  | 268  | 283  | 282  | 299  | 352  |
| Quelle: Cassini und INSEE |      |      |      |      |      |      |      |      |

## Sehenswürdigkeiten
- Kirche Saint-Martin aus dem 12./13. Jahrhundert
- Getreidemühle
- Schloss Villenon, seit 1990 Monument historique (siehe auch: Liste der Monuments historiques in Anché (Vienne))